# The Trail to Christmas
The Trail to Christmas è un film per la televisione del 1957 per la serie General Electric Theater, diretto da James Stewart.
Liberamente ispirato al romanzo Canto di Natale (A Christmas Carol) di Charles Dickens, colloca la narrativa in un contesto western. Protagonista è l'attore John McIntire.

## Trama
Un cowboy aiuta un giovane scappato di casa ad imparare il significato del Natale raccontando al ragazzo la storia di "Un canto di Natale", trasposta nel West americano.

## Produzione
Il film fu prodotto negli Stati Uniti da Revue Productions.

## Distribuzione
Il film fu trasmesso negli Stati Uniti su CBS Television Network, il 15 dicembre 1957.